# Beach handball aux Jeux mondiaux de 2022
Navigation
Wrocław 2017 Chengdu 2025
Les épreuves de Beach handball des Jeux mondiaux de 2022 ont lieu du 11 juillet au 15 juillet 2022 dans le site industriel réhabilité du Sloss Furnaces (en) au sein de l'université de Birmingham. Deux épreuves de beach handball figurent au programme, une masculine et une féminine.

## Qualifiés
Huit équipes masculines et huit équipes féminines se qualifient pour les compétitions de handball de plage
Les équipes ci-dessous se sont déjà qualifiées pour les Jeux mondiaux de Birmingham 2022.
| Compétition                                          | Tournoi masculin | Tournoi masculin | Tournoi masculin | Tournoi masculin | Tournoi féminin  | Tournoi féminin | Tournoi féminin | Tournoi féminin |
| Compétition                                          | Date             | Lieu             | Place(s)         | Qualifiés        | Date             | Lieu            | Place(s)        | Qualifiés       |
| ---------------------------------------------------- | ---------------- | ---------------- | ---------------- | ---------------- | ---------------- | --------------- | --------------- | --------------- |
| Pays organisateur                                    | NC               | NC               | 1                | États-Unis       | NC               | NC              | 1               | États-Unis      |
| Championnat du monde IHF 2018                        | 24–29 juil. 2018 | Kazan            | 1                | Brésil           | 24–29 juil. 2018 | Kazan           | 1               | Grèce           |
| Championnat d'Europe EHF 2021                        | 13–18 juil. 2021 | Varna            | 1                | Danemark         | 13–18 juil. 2021 | Varna           | 1               | Allemagne       |
| Championnat d'Asie AHF 2022                          | 22–28 mars 2022  | Téhéran          | 1                | Iran             | 25-30 avr. 2022  | Bangkok         | 1               | Viet Nam        |
| Championnat d'Amérique du Nord & Caraïbes NACHC 2022 | 22-27 avr. 2022  | Acapulco         | 1                | Porto-Rico       | 22-27 avr. 2022  | Acapulco        | 1               | Mexique         |
| Championnat d'Amérique du Sud et Centrale SCA 2022   | 10-13 avr. 2022  | Maceió           | 1                | Argentine        | 10-13 avr. 2022  | Maceió          | 1               | Argentine       |
| Championnat d’Afrique CAHB 2022                      | 10 avr. 2022     | Casablanca       | 1                | Égypte           |                  |                 | 1               |                 |
| Qualification zone Océanie                           | 21-24 avr. 2022  | Gold Coast       | 1                | Nouvelle-Zélande | 21-24 avr. 2022  | Gold Coast      | 1               | Australie       |

## Tournoi masculin

### Tour préliminaire
|   | Équipe           | Points | J | V | D | SP | SC |
| - | ---------------- | ------ | - | - | - | -- | -- |
| 1 | Croatie          | 4      | 2 | 2 | 0 | 4  | 0  |
| 2 | Qatar            | 2      | 2 | 1 | 1 | 2  | 2  |
| 3 | Nouvelle-Zélande | 0      | 2 | 0 | 2 | 0  | 4  |

| 11 juillet | Nouvelle-Zélande | 0 | 2 | Croatie          |
| 11 juillet | Qatar            | 2 | 0 | Nouvelle-Zélande |
| 12 juillet | Croatie          | 2 | 0 | Qatar            |

|   | Équipe     | Points | J | V | D | SP | SC |
| - | ---------- | ------ | - | - | - | -- | -- |
| 1 | Brésil     | 6      | 3 | 3 | 0 | 6  | 0  |
| 2 | États-Unis | 4      | 3 | 2 | 1 | 4  | 2  |
| 3 | Argentine  | 2      | 3 | 1 | 2 | 2  | 4  |
| 4 | Porto Rico | 0      | 3 | 0 | 3 | 0  | 6  |

| 11 juillet | États-Unis | 2 | 0 | Porto Rico |
| 11 juillet | Brésil     | 2 | 0 | Argentine  |
| 11 juillet | Argentine  | 0 | 2 | États-Unis |
| 11 juillet | Porto Rico | 0 | 2 | Brésil     |
| 12 juillet | Brésil     | 2 | 0 | États-Unis |
| 12 juillet | Argentine  | 2 | 0 | Porto Rico |

### Tour principal
Les matches joués lors du tour préliminaire sont comptabilisés dans le classement du tour principal.
- En gras, qualifié pour les demi-finales

|   | Équipe     | Points | J | V | D | SP | SC |
| - | ---------- | ------ | - | - | - | -- | -- |
| 1 | Croatie    | 4      | 3 | 2 | 1 | 5  | 2  |
| 2 | Qatar      | 4      | 3 | 2 | 1 | 4  | 2  |
| 3 | Argentine  | 4      | 3 | 2 | 1 | 4  | 3  |
| 4 | Porto Rico | 0      | 3 | 0 | 3 | 0  | 0  |

| 13 juillet | Croatie    | 2 | 0 | Porto Rico |
| 13 juillet | Qatar      | 2 | 0 | Argentine  |
| 13 juillet | Argentine  | 2 | 1 | Croatie    |
| 13 juillet | Porto Rico | 0 | 2 | Qatar      |

|   | Équipe           | Points | J | V | D | SP | SC |
| - | ---------------- | ------ | - | - | - | -- | -- |
| 1 | Brésil           | 4      | 2 | 2 | 0 | 4  | 0  |
| 2 | États-Unis       | 2      | 2 | 1 | 1 | 2  | 2  |
| 3 | Nouvelle-Zélande | 0      | 2 | 0 | 2 | 0  | 4  |

| 13 juillet | États-Unis | 2 | 0 | Nouvelle-Zélande |
| 13 juillet | Brésil     | 2 | 0 | Nouvelle-Zélande |

### Phase de classement
|   | Équipe           | Points | J | V | D | SP | SC |
| - | ---------------- | ------ | - | - | - | -- | -- |
| 5 | Argentine        | 4      | 2 | 2 | 0 | 4  | 0  |
| 6 | Porto Rico       | 2      | 2 | 1 | 1 | 2  | 2  |
| 7 | Nouvelle-Zélande | 0      | 2 | 0 | 2 | 0  | 4  |

| 14 juillet | Porto Rico       | 2 | 0 | Nouvelle-Zélande |
| 14 juillet | Nouvelle-Zélande | 0 | 2 | Argentine        |
| 15 juillet | Argentine        | 2 | 0 | Porto Rico       |

### Phase finale
|  | Demi-finales | Demi-finales |          |   | Finale     | Finale     |
|  | Demi-finales | Demi-finales |          |   | Finale     | Finale     |
|  |              |              |          |   |            |            |
|  | 14 juillet   | 14 juillet   |          |   | 15 juillet | 15 juillet |
|  | 14 juillet   | 14 juillet   |          |   | 15 juillet | 15 juillet |
|  | Croatie      | 2            |          |   | 15 juillet | 15 juillet |
|  | Croatie      | 2            |          |   | 15 juillet | 15 juillet |
|  | États-Unis   | 1            |          |   | 15 juillet | 15 juillet |
|  | États-Unis   | 1            | Croatie  | 2 |            |            |
|  | 14 juillet   |              | Croatie  | 2 |            |            |
|  |              | Qatar        | 1        |   |            |            |
|  | Brésil       | Qatar        | 1        | 1 |            |            |
|  | Brésil       |              |          | 1 |            |            |
|  | Qatar        | 2            |          |   |            |            |
|  | Qatar        | 2            | 3e place |   |            |            |
|  |              |              |          |   |            |            |
|  | 15 juillet   |              |          |   |            |            |
|  |              |              |          |   |            |            |
|  | États-Unis   | 0            |          |   |            |            |
|  | États-Unis   | 0            |          |   |            |            |
|  | Brésil       | 2            |          |   |            |            |
|  | Brésil       | 2            |          |   |            |            |

### Classement final
| Rang               | Équipe           |
| ------------------ | ---------------- |
| Médaille d'or      | Croatie          |
| Médaille d'argent  | Qatar            |
| Médaille de bronze | Brésil           |
| 4                  | États-Unis       |
| 5                  | Argentine        |
| 6                  | Porto Rico       |
| 7                  | Nouvelle-Zélande |

## Tournoi féminin

### Phase de groupe
Légende :
- En gras, qualifié pour les demi-finales

|   | Équipe     | Points | J | V | D | SP | SC |
| - | ---------- | ------ | - | - | - | -- | -- |
| 1 | Allemagne  | 10     | 5 | 5 | 0 | 10 | 2  |
| 2 | Norvège    | 8      | 5 | 4 | 1 | 9  | 3  |
| 3 | Argentine  | 6      | 5 | 3 | 2 | 8  | 4  |
| 4 | États-Unis | 4      | 5 | 2 | 3 | 4  | 6  |
| 5 | Mexique    | 2      | 5 | 1 | 4 | 2  | 8  |
| 6 | Australie  | 0      | 5 | 0 | 5 | 0  | 10 |

| 11 juillet | Allemagne  | 2 | 0 | Mexique    |
| 11 juillet | Argentine  | 2 | 0 | Australie  |
| 11 juillet | Norvège    | 2 | 0 | États-Unis |
| 11 juillet | Argentine  | 1 | 2 | Allemagne  |
| 11 juillet | États-Unis | 2 | 0 | Australie  |
| 11 juillet | Mexique    | 0 | 2 | Norvège    |
| 12 juillet | Norvège    | 1 | 2 | Allemagne  |
| 12 juillet | Argentine  | 2 | 0 | États-Unis |
| 12 juillet | Australie  | 0 | 2 | Mexique    |
| 13 juillet | Allemagne  | 2 | 0 | Australie  |
| 13 juillet | Norvège    | 2 | 1 | Argentine  |
| 13 juillet | États-Unis | 2 | 0 | Mexique    |
| 13 juillet | Australie  | 0 | 2 | Norvège    |
| 13 juillet | Mexique    | 0 | 2 | Argentine  |
| 13 juillet | Allemagne  | 2 | 0 | États-Unis |

### Match de classement
| 15 juillet | Mexique | 2 | 0 | Australie |

### Phase finale
|  | Demi-finales | Demi-finales |          |   | Finale     | Finale     |
|  | Demi-finales | Demi-finales |          |   | Finale     | Finale     |
|  |              |              |          |   |            |            |
|  | 14 juillet   | 14 juillet   |          |   | 15 juillet | 15 juillet |
|  | 14 juillet   | 14 juillet   |          |   | 15 juillet | 15 juillet |
|  | Norvège      | 2            |          |   | 15 juillet | 15 juillet |
|  | Norvège      | 2            |          |   | 15 juillet | 15 juillet |
|  | Argentine    | 0            |          |   | 15 juillet | 15 juillet |
|  | Argentine    | 0            | Norvège  | 0 |            |            |
|  | 14 juillet   |              | Norvège  | 0 |            |            |
|  |              | Allemagne    | 2        |   |            |            |
|  | Allemagne    | Allemagne    | 2        | 2 |            |            |
|  | Allemagne    |              |          | 2 |            |            |
|  | États-Unis   | 0            |          |   |            |            |
|  | États-Unis   | 0            | 3e place |   |            |            |
|  |              |              |          |   |            |            |
|  | 15 juillet   |              |          |   |            |            |
|  |              |              |          |   |            |            |
|  | Argentine    | 2            |          |   |            |            |
|  | Argentine    | 2            |          |   |            |            |
|  | États-Unis   | 0            |          |   |            |            |
|  | États-Unis   | 0            |          |   |            |            |

### Classement final
| Rang               | Équipe     |
| ------------------ | ---------- |
| Médaille d'or      | Allemagne  |
| Médaille d'argent  | Norvège    |
| Médaille de bronze | Argentine  |
| 4                  | États-Unis |
| 5                  | Mexique    |
| 6                  | Australie  |

## Médaillés
| Épreuves | Or | Argent | Bronze |
| -------- | --- | --- | --- |
| Hommes   | Croatie- Lucian Bura - Josip Đukes - Ivan Dumenčić - Nikola Finek - Filip Goričanec - Ivan Jurić - Tomislav Lauš - Josip Leko - Dominik Marković - Valentino Valentaković                     | Qatar- Mutasem Amohamed - Mohamed Hassan - Ali Mohamed - Abdulrazzaq Murad - Mohsen al-Yafeai - Mohamed Soussi - Amir Denguir - Sid Kenaoui - Hani Kakhi - Mohamed Saleh                    | Brésil- Nailson Amaral - Renan Carvalho - Hugo Fernandes - Bruno Gomes Gama - Bruno Oliveira - Thiago de Oliveira Barcellos - Gil Pires - Cris Rossa - Andre Simoes - Marcelo Tuller                  |
| Femmes   | Allemagne- Katharina Filter - Belen Gettwart - Carolin Hübner - Isabel Kattner - Lena Klingler - Lucie-Marie Kretzschmar - Amelie Möllmann - Michelle Schäfer - Liv Süchting - Kristen Walter | Norvège- Thea Granlund - Ine Grimsrud - Elisabeth Hammerstad - Tonje Haug Lerstad - Marielle Martinsen - Hanne Olsvik - Thina Øyesvold - Susanne Pettersen - Maren Sjaamo - Martine Welfler | Argentine- Florencia Bericio - Gisella Bonomi - Fiorella Corimberto - Micalea Corimberto - Ivana Eliges - Celeste Meccia - Agustina Mirotta - Carolina Ponce - Luciana Scordamaglia - Gisela Thurmann |